# رزنباخ، اتریش
رزنباخ (به آلمانی: Rosenbach) یک منطقهٔ مسکونی در اتریش است. رزنباخ ۷۸٫۶۲ کیلومتر مربع مساحت و ۴٬۳۲۳ نفر جمعیت دارد و ۴۸۰ متر بالاتر از سطح دریا واقع شده‌است.